# Дахнов, Владимир Николаевич
Влади́мир Никола́евич Дахно́в (5 апреля 1905, село Благодатное Мариупольского уезда Екатеринославской губернии — 5 марта 1984, Москва) — геофизик, заслуженный деятель науки и техники РСФСР, доктор геолого-минералогических наук, профессор, основатель первой в стране кафедры промысловой геофизики, создатель нового направления в изучении недр Земли, основанного на комплексном использовании результатов интерпретации данных геофизических исследований скважин (ГИС) и петрофизики.

## Биография
- 1930-1932 - инженер, начальник первой советской электроразведочной партии конторы разведок «Грознефть»
- 1932-1934 - руководитель разработки и серийного изготовления электроразведочной и промыслово-геофизической аппаратуры Ленинградского нефтяного геологоразведочного института
- 1934-1936 - заместитель начальника технического отдела «Главнефть СССР», технический руководитель электроразведочных работ «Главнефть СССР» в Иране
- 1938-1984 - педагогическая деятельность – и.о. зав. кафедрой геофизических методов разведки, заместитель директора, основатель и заведующий кафедрой промысловой геофизики Московского нефтяного института им. И.М. Губкина

## Научно-производственные и общественные достижения
Неоднократно избирался в районный Совет депутатов трудящихся, являлся председателем Специализированного совета МНИ им. И.М. Губкина по защитам диссертаций,
председатель и член ряда технических и экспертных советов различных ведомств, а так же член редколлегии журнала «Геология нефти и газа».
Автор и соавтор более 250 научных работ, в том числе 4 учебников, 9 учебных пособий, 17 монографий. Важнейшие работы:
- «Каротаж скважин и интерпретация каротажных диаграмм» (1941)
- «Промысловая геофизика» (1947)
- «Электрическая разведка нефтяных и газовых месторождений» (1951)
- «Интерпретация результатов геофизических разрезов скважин» (1955, 1972, 1982)
- «Электрические и магнитные методы исследования скважин» (1967, 1981) и др.

## Ученые степени и звания
- доктор геолого-минералогических наук (1946)
- профессор (1947)

## Награды
- Заслуженный деятель науки и техники РСФСР (1966)
- Орден Трудового Красного Знамени (1953)
- Орден Ленина (1971)
- Почетный нефтяник (1975)
- Почетный работник газовой промышленности (1980)
- За большие заслуги в области развития прикладной геофизики и высшего геофизического образования награждён медалью высшей школы СССР «За научную работу»
- Его имя присвоено стипендии студентам РГУ нефти и газа им. И.М. Губкина (1995)

## Память
Карстовая вскрытая пещера Дахнова (761-1). Расположена на склоне котловины Эгиз-Тинах массива Караби. Заложена в верхнеюрских известняках. Протяженность 128 м, глубина 23 м, площадь 305 м². Два провала в своде открываются в зал диаметром 20 м, со дна которого начинается ход шириной до 8 м и высотой 1—3 м. Исследована в 1963 году. Названа Карстовой комиссией КАН в 1975 году в честь геофизика Владимира Николаевича Дахнова (1906—1984), организатора первых экспедиций по изучению карста Крыма в 1958—1965 годах, в связи с его 70-летием. Пещера расположена на территории заказника «Карст горного Крыма».